# Удинцев, Григорий Николаевич
Григорий Николаевич Удинцев (15 января 1896 ― 1980) ― советский учёный, терапевт, доктор медицинских наук, профессор. Заслуженный деятель науки Казахской ССР. Член-корреспондент АМН СССР.

## Биография
Родился 15 января 1896 года в рабочем посёлке Петропавловский Верхотурского уезда Пермской губернии.
В 1921 году успешно завершил обучение на медицинском факультете Томского государственного университета. Стал работать в клинике, возглавляемой М. Г. Курловым.
С 1935 по 1948 годы руководил организованную им клинику факультетской терапии Казахского медицинского института. В 1937 году успешно диссертацию на соискание степени доктора медицинских наук на тему «Об определении функции костного мозга у человека». В 1944 году принимал участие в организации Института краевой патологии Академии наук Казахской ССР, был его первым директором.
С 1948 года работал в терапевтических клиниках города Ленинграда, вначале в Ленинградском санитарно-гигиеническом медицинском институте Министерства здравоохранения РСФСР, а затем в Ленинградском институте повышения квалификации медицинских работников.
Григорий Удинцев является автором свыше 70 научных работ. Он активно изучал клинику и морфологию болезней крови, занимался исследованием вопросов краевой патологии бруцеллеза, нейрогуморальной регуляции при заболеваниях внутренних органов. Ряд его научных работ были посвящены изучению функционального состояния костного мозга и форменных элементов крови при различных патологических процессах.
Активный участник медицинского сообщества. Член-корреспондент Академии медицинских наук СССР.
Умер в 1980 году в Ленинграде. Похоронен на Комаровском кладбище в г. Санкт-Петербурге.

## Награды
- Орден Трудового Красного Знамени (17.09.1943)[4]
- Орден «Знак Почёта»
- Заслуженный деятель науки Казахской ССР

## Научная деятельность
Труды, монографии:
- Удинцев Г. Н. К вопросу об определении функции костного мозга у человека, дисс., Алма-Ата, 1940;
- Удинцев Г. Н. К изучению морфологии крови у больных легочным туберкулезом, Алма-Ата, 1940;
- Удинцев Г. Н. Бруцеллез, Алма-Ата, 1947; Справочник по лабораторным методам исследования, Л., 1959 (совм. с др.);
- Удинцев Г. Н. Вопросы нейро-гуморальной регуляции в клинике внутренних болезней // Рефлекторная тер., под ред. А. Я. Иванова, с. 7, Л., 1960.